# Campionatul de fotbal din Bolivia 2009-2010

## Clasament
| Poz | Echipa                 | MJ | V  | E | Î  | GM | GP | G   | Pct  | Promovare sau retrogradare |
| --- | ---------------------- | -- | -- | - | -- | -- | -- | --- | ---- | -------------------------- |
| 1   | Bolivar (C) (Q)        | 22 | 11 | 7 | 4  | 36 | 22 | +14 | 40   |                            |
| 2   | Real Potosi (Q)        | 22 | 11 | 6 | 5  | 45 | 31 | +14 | 39   |                            |
| 3   | San Jose Earthquakes   | 22 | 11 | 2 | 9  | 53 | 35 | +18 | 35   |                            |
| 4   | Oriente Petrolero      | 22 | 10 | 5 | 7  | 33 | 30 | +3  | 35   |                            |
| 5   | Universitario de Sucre | 22 | 11 | 3 | 8  | 38 | 27 | +11 | 0331 |                            |
| 6   | The Strongest          | 22 | 9  | 5 | 8  | 36 | 35 | +1  | 32   |                            |
| 7   | La Paz                 | 22 | 9  | 5 | 8  | 38 | 39 | −1  | 32   |                            |
| 8   | Nacional Potosi        | 22 | 7  | 7 | 8  | 36 | 40 | −4  | 28   |                            |
| 9   | Blooming               | 22 | 7  | 6 | 9  | 24 | 32 | −8  | 27   |                            |
| 10  | Aurora                 | 22 | 7  | 5 | 10 | 26 | 33 | −7  | 26   |                            |
| 11  | Jorge Wilstermann      | 22 | 3  | 8 | 11 | 22 | 38 | −16 | 17   |                            |
| 12  | Real Mamore            | 22 | 4  | 5 | 13 | 25 | 50 | −25 | 17   |                            |

Ultima actualizare: 5 iulie 2009
Sursa: RSSSF
Reguli de clasare: 
1) puncte; 2) diferența de goluri; 3) goluri marcate.
1. Echipei Universitario i s-au luat 3 puncte pentru neîndeplinirea baremului.
POZ = Poziția în clasament; (C) = Campioană; (R) = Retrogradată; (P) = Promovată; (E) = Eliminată; (O) = Câștigătoare de play-off; (A) = Avansează în runda următoare. 
Aplicabil doar când sezonul nu este terminat: 
(Q) = Calificare în faza competiției indicată; (TQ) = Calificare în competiție, dar încă nu în faza indicată; (RQ) = Calificată în competiția de retrogradare indicată; (DQ) = Descalificată din competiție.

| Campionatul de fotbal din Bolivia 2009 Apertura Champion |
| -------------------------------------------------------- |
| Bolívar 16th                                             |

## Informații despre cluburi
| Echipa            | Oraș       | Stadion                          |
| ----------------- | ---------- | -------------------------------- |
| Aurora            | Cochabamba | Estadio Félix Capriles           |
| Blooming          | Santa Cruz | Estadio Tahuichi Aguilera        |
| Bolívar           | La Paz     | Estadio Libertador Simón Bolívar |
| Jorge Wilstermann | Cochabamba | Estadio Félix Capriles           |
| La Paz            | La Paz     | Estadio Hernando Siles           |
| Nacional Potosí   | Potosí     | Estadio Victor Agustín Ugarte    |
| Oriente Petrolero | Santa Cruz | Estadio Tahuichi Aguilera        |
| Real Mamoré       | Trinidad   | Estadio Gran Mamoré              |
| Real Potosí       | Potosí     | Estadio Victor Agustín Ugarte    |
| San José          | Oruro      | Estadio Jesús Bermúdez           |
| The Strongest     | La Paz     | Estadio Rafael Mendoza           |
| Universitario     | Sucre      | Estadio Olímpico Patria          |